# Willy Haverlag
Willy Cornelia Ebbing-Haverlag (Hilversum, 15 mei 1924 – 28 maart 1999) was een Nederlands zwemster, gespecialiseerd in de schoolslag. Ze behaalde tijdens de Tweede Wereldoorlog haar beste zwemprestaties, haar vaste concurrente was Nel van Vliet.

## Biografie
De 16-jarige Willy Haverlag wist zich in april 1941 bij wedstrijden in Alkmaar voor het eerst in de kijker te spelen door een tijd van 3.02,0 minuten te zwemmen op de 200 meter schoolslag. Ze was hiermee sneller dan favorieten Jopie Waalberg en Tonny Bijland. Haverlag zwom eerst bij HZC en stapte later over op De Robben. Ze trainde sinds 1939 onder leiding van Jan Stender.
Haverlag was aanvankelijk ook een borstcrawlzwemster, maar besloot zich te specialiseren in de schoolslag toen bleek dat ze daar beter in was. Ze werd twee keer nationaal kampioen, in 1942 en in 1944. Haar voornaamste concurrent werd Nel van Vliet, die in 1943 voor het eerst van haar won en later vaak de snelste bleek. In 1946 maakte Haverlag een tournee door Denemarken. Bij terugkomst wachtte haar een grootse ontvangst, compleet met versierde paard en wagen en feestgedruis.
Haverlag huwde op 9 november 1949 te Hilversum met Ben Ebbing, en kreeg twee kinderen met hem.

## Erelijst
- Nederlands kampioen: 1942, 1944.